# Alanlordia
Alanlordia es un género de foraminífero bentónico de la familia Acervulinidae, de la superfamilia Acervulinoidea, del suborden Rotaliina y del orden Rotaliida. Su especie tipo es Alanlordia niasensis. Su rango cronoestratigráfico abarca desde el Serravaliense (Mioceno inferior) hasta el Piacenziense (Plioceno superior).

## Clasificación
Alanlordia incluye a las siguientes especies:
- Alanlordia banyakensis †
- Alanlordia niasensis †
  - Alanlordia niasensis primitiva †